# هیپرتروفی
در زیست‌شناسی، رشد بیش‌ازحد سلول‌ها در نتیجهٔ تغذیهٔ زیاد را بیش‌پروردگی‎ یا هایپرتروفی (به انگلیسی: Hypertrophy) (یا هیپرتروفی) می‌گویند. واژه هیپرتروفی از یونانی ὑπέρ به معنای «بیش‌ازحد» + τροφή به معنای «پروردگی» گرفته شده‌است.
بیش‌پروردگی افزایش حجم یک عضو یا بافت به دلیل بزرگ شدن سلولهای تشکیل‌دهنده‌‌اش می‌باشد. هایپرتروفی با هایپرپلازی متمایز است، در هایپرپلازی، سلول‌ها تقریباً در همان اندازه باقی می‌مانند، اما تعدادشان زیاد می‌شود. گرچه که هایپرتروفی و هایپرپلازی دو فرایند متمایز اند، اغلب همراه با هم رخ می‌دهند، مثل تکثیر و رشد یاخته‌های رحم طی بارداری که از هورمون‌ها القاء می‌گردند.
هیپرتروفی ناهم‌مرکز (Eccentric Hypertrophy) نوعی هایپرتروفی است که در آن دیواره‌ها و اتاقک عضو توخالی متحمل رشدی می‌شود که باعث بزرگی اندازه و حجم کلی آن می‌گردد. این نوع هایپرتروفی به‌طور ویژه در بطن چپ قلب اعمال می‌شود. برای نمونه در کاردیومیوپاتی متسع شده (DCM)، سارکومرها به صورت پیاپی افزوده می‌شوند (در مقایسه با کاردیومیوپاتی هایپرتروفیک که نوعی از بیش‌پروردگی هم‌مرکز است و در آن سارکومرها به صورت موازی افزوده می‌شوند).